# Костёл Святой Екатерины и монастырь бернардинцев (Несвиж)
Костёл Святой Екатерины и монастырь бернардинцев — католический сакральный комплекс в Несвиже, существовавший в конце XVI — XIX веках. Был основан в 1598 году Николаем Христофом Радзивиллом. В его состав входили церковь и пристроенный к ее продольному фасаду двухэтажный П-образный монастырский жилой дом (ул. Гейсика, 1; частично сохранился). Занимал территорию, примыкавшую с северо-западной стороны к оборонительному городскому валу (современная ул.Ленинская).

## История

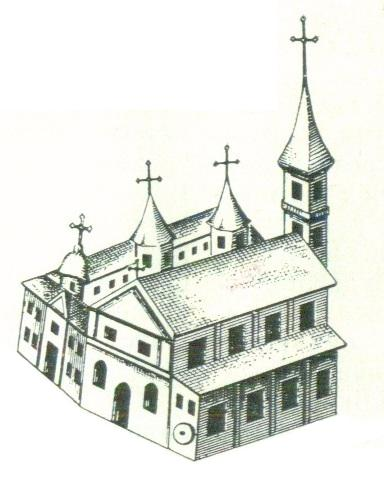
Монастырь бернардинцев с пиктографической карты XVIII века.

Он был основан Радзивиллом Сироткой по завещанию его покойной жены Эльжбеты Евфимии (урождённой Вишневецкой), которая завещала доходы от имения Кареличи на строительство монастыря. Сиротка передал бернардинцам доходы от имения Чановичи, пахотные земли, луга и леса в окрестностях Несвижа. Монастырский комплекс был построен в 1598 г. В 1617 г. Я. Е. Радзивилл передал монастырю мельницу, пруд и лес возле Погорелого.
Костёл св. Екатерины названа в память о дочери М. К. Радзивилла, рукоположенной виленским епископом Б. Войном. С 1628 года при монастыре работала школа богословия, в 1654 году её сменила школа философии. В 1655 г. монастырь был сожжен и к 1662 г. отстроен заново. В 1731 году школа была восстановлена и действовала до 1864 года. В церкви находились надгробия основателей из известных магнатских и дворянских родов. Здесь похоронен Михал Казимир Рейтан, умерший в 1706 году в Слуцке.
Архитектурный комплекс изображен на карте Г. Лейбовича 1750-х гг. В 1793 году костёл св. Екатерины и здания монастыря сгорели, после чего были отстроены заново в 1802-1822 годах, краеугольный камень был заложен епископом Дедеркой в 1802 г. В 1804 году в монастыре было 15 монахов, 12 учеников, в библиотеке 1199 книг. При монастыре была суконная фабрика.

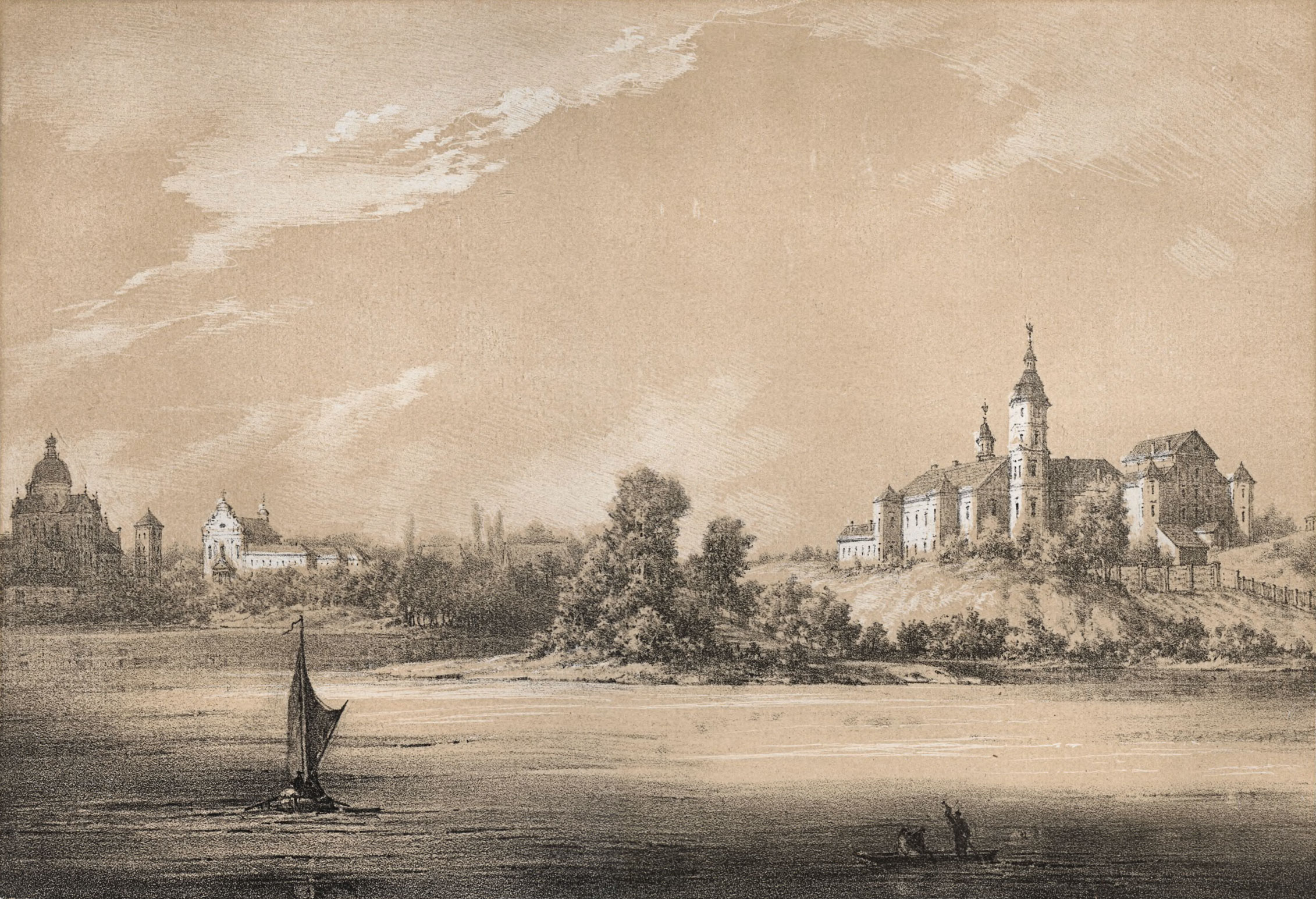
Костел иезуитов, костел и монастырь бернардинцев и замок Радзивиллов в Несвиже на рисунке Н. Орды

Бернардинцы одними из первых подверглись репрессиям со стороны российских властей после восстания 1863—1864 годов. Минский губернатор отмечал 6 октября 1864 года, что среди всех монастырей Несвижа именно бернардинский монастырь проявлял активную антирусскую политику «в прошедшие смуты». В 1864 г. монастырь был упразднен, жилой дом передан военному ведомству, а костёл превращен в православный храм. Монахи были отправлены в Кретингу ( Жемайтия), Кимборовку (пригород Мозыря), Городище.

### Переделка

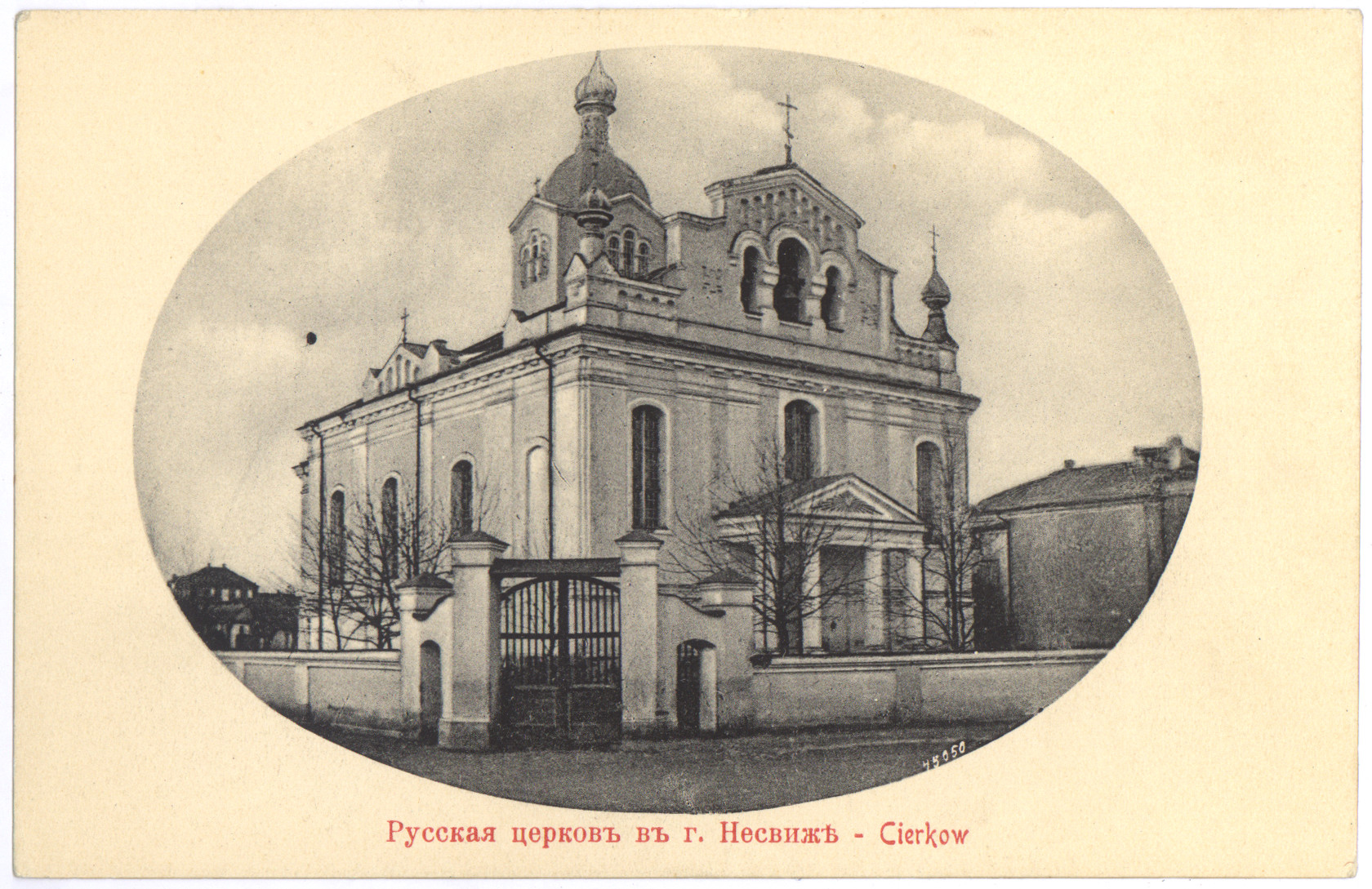
Костёл после перестройки в православный храм

Первый план перестройки костела в православный храм был разработан сразу в год закрытия, но генерал-губернатор Кауфман проект не утвердил и отдал указание полковнику генерального штаба Зелинскому переделать проект, чтобы алтарь был ориентирован на восток, и была возможность обхода храма. Военный инженер высказал мнение о невозможности такой реконструкции и о том, что дешевле было бы разрушить храм и построить из его материала храм. Переделка костела, рассчитанного на 1500 прихожан, в храм на 500 посетителей потребовала больших затрат. Поэтому идея переделки не была реализована. Новый генерал-губернатор Потапов в 1869 г. приказал инженеру Скуратову перестроить церковь по более дешевым сметы (было затрачено 1660 руб., из каких прихожане пожертвовали только 67 руб.). В первую очередь была разрушена крытая галерея, соединяющая церковь с монастырским корпусом; над фасадом был укреплён деревянный крест, покрытый медью. В интерьере были снесены главный и 6 маятниковых алтарей, установлен старинный иконостас, привезенный из Минского собора. Реконструкция церкви была завершена в 1870 году. Во время реконструкции произошло 5 пожаров.

### XX век

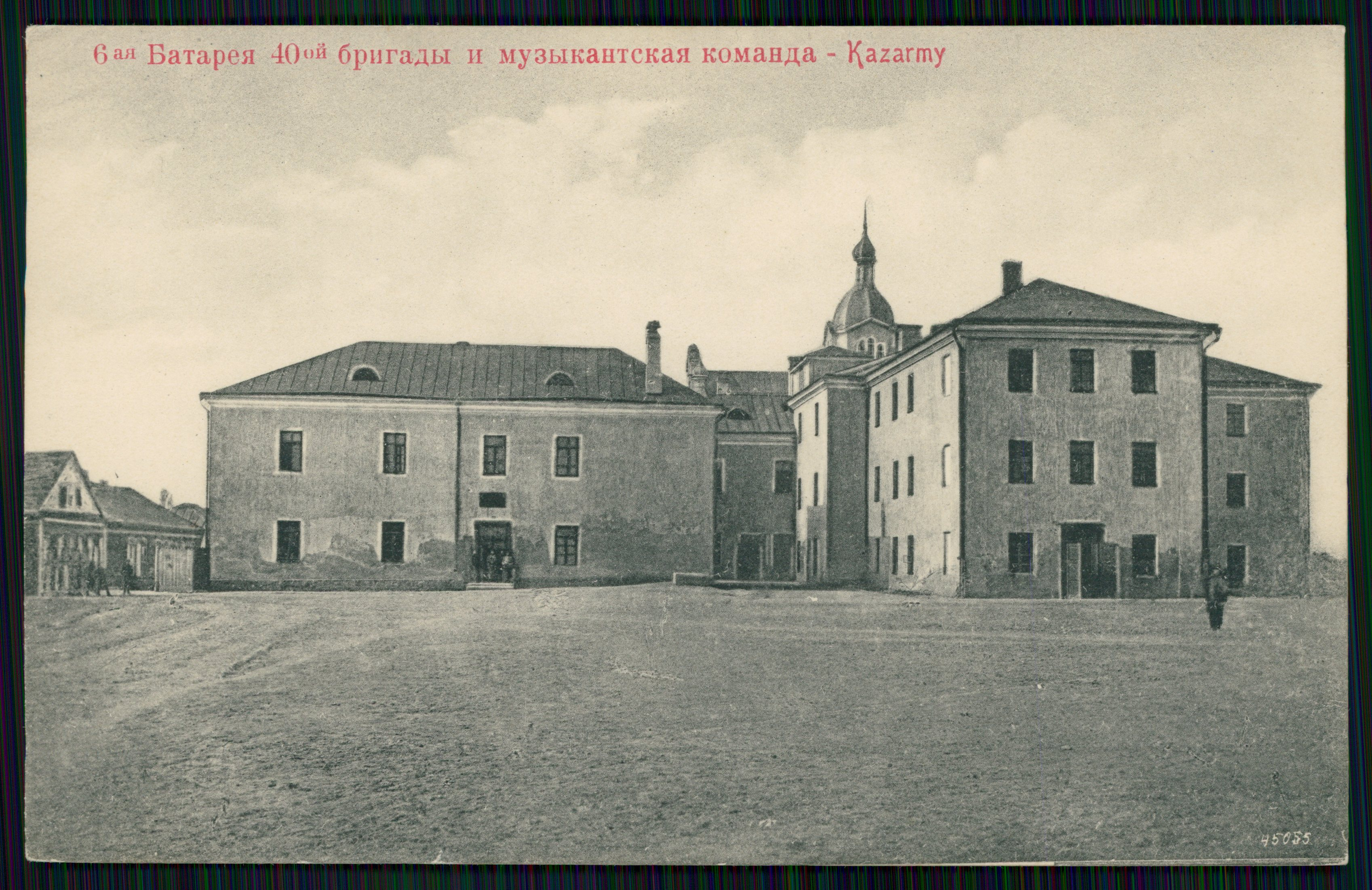
Монастырь в начале XX век.

Сохранился проект ремонта церкви 1911 г. Монастырь немного пострадал во время Второй мировой войны, храм был разрушен в 1950-х годах, так как находился на территории воинской части.

## Архитектура
Как и два других католических монастыря Несвижа, Иезуитский и Бенедиктинский, костел и монастырь бернардинцев занимали крайнюю (северо-западную) площадь города, на одной улице с Иезуитами, и фланкировали конец этой улицы. Храмы двух монастырей были спланированы и визуально связаны, что в полной мере отражено на картине Н. Полчища. Монастырь занимал территорию, прилегающую к оборонительному городскому валу (современная улица Ленинская).
Костёл и здание монастыря были выполнены в стиле раннего барокко. К продольному боковому фасаду церкви был пристроен двухэтажный П-образный монастырский жилой корпус, который частично сохранился.
Архитектурно костёл представляет собой трехнефную базилику с приподнятым центральным нефом под двускатной крышей и нижними боковыми нефами под односкатной крышей. Двухъярусный главный фасад завершался треугольным фронтоном, в одном ярусе располагался арочный портал главного входа на центральной оси. Плоские боковые фасады были равномерно разделены арочными и прямоугольными оконными проемами (соответственно главного и боковых нефов) и украшеныпилястрами в проходах. К алтарному фасаду примыкала высокая четырехъярусная колокольня, увенчанная остроконечным шатром. В архитектуре жилой части комплекса было три башни — одна из них завершала въездные ворота. Художественный интерес представляли иконы Святой Екатерины, Пресвятой Богородицы Непорочного Зачатия, Анны, Антония и Франциска. Архитектура костела была изменена после того, как он был преобразован в храм.